# 啟程之歌 (AAA單曲)
「啟程之歌」（旅ダチノウタ）是日本的音樂团体AAA的第20张单曲。2009年1月14日由avex trax发售。

## 概要
- 「啟程之歌」是AAA 2009年的第一張單曲。此曲在音樂節目「CDTV」畢業歌曲的調查中，排名第4位；而在2010年的調查中，排名第2位。
- 「Mosaic」是AAA全員主演，關西電視台電視劇「新世紀莎士比亞」的主題曲。
- 「a piece of my word」是京都和服「友禪」的廣告歌曲，由成員宇野實彩子和伊藤千晃主唱。
- 此單曲有3個版本，分別有「CD+DVD」、「CD ONLY」和「CD EXTRA」。「CD EXTRA」版本收錄了「啟程之歌（Off Shot）」。
- 在1月26日於公信榜单曲週排行榜取得第4位

## 收录内容

### CD+DVD
CD
1. 啟程之歌
（作詞：leonn 作曲・編曲：小森田實 Rap詞：日高光啓）
2. Mosaic
（作詞：Lori Fine(COLDFEET) 作曲：kenko-p 編曲：華原大輔）
3. a piece of my word
（作詞：Kenn Kato 作曲・編曲：Sin）
4. 啟程之歌（Instrumental）
5. Mosaic（Instrumental）
6. a piece of my word（Instrumental）

DVD
1. 啟程之歌（Music Clip）

### CD ONLY
1. 啟程之歌
2. Mosaic
3. a piece of my word
4. 啟程之歌（Tw Departure Mix）
5. 啟程之歌（Instrumental）
6. Mosaic（Instrumental）
7. a piece of my word（Instrumental）

### CD EXTRA
CD
1. 啟程之歌
2. Mosaic
3. a piece of my word
4. 啟程之歌（Instrumental）
5. Mosaic（Instrumental）
6. a piece of my word（Instrumental）

DVD
1. 啟程之歌（Off Shot）